# Rockford (Míchigan)
Rockford es una ciudad ubicada en el condado de Kent en el estado estadounidense de Míchigan. En el Censo de 2010 tenía una población de 5719 habitantes y una densidad poblacional de 667,31 personas por km².

## Geografía
Rockford se encuentra ubicada en las coordenadas 43°8′8″N 85°33′17″O / 43.13556, -85.55472. Según la Oficina del Censo de los Estados Unidos, Rockford tiene una superficie total de 8.57 km², de la cual 8.4 km² corresponden a tierra firme y (2.02%) 0.17 km² es agua.

## Demografía
Según el censo de 2010, había 5719 personas residiendo en Rockford. La densidad de población era de 667,31 hab./km². De los 5719 habitantes, Rockford estaba compuesto por el 95.02% blancos, el 0.66% eran afroamericanos, el 0.47% eran amerindios, el 1.15% eran asiáticos, el 0.07% eran isleños del Pacífico, el 0.66% eran de otras razas y el 1.96% pertenecían a dos o más razas. Del total de la población el 3.74% eran hispanos o latinos de cualquier raza.